# Harriet E. Wilson
Harriet E. Wilson (Milford, 15 marzo 1825 – Quincy, 28 giugno 1900) è stata una scrittrice statunitense.
È tradizionalmente considerata la prima donna scrittrice afroamericana ed è stata anche la prima a pubblicare un romanzo in Nordamerica.

## Biografia
Il romanzo autobiografico della Wilson, Our Nig è stato pubblicato nel 1859. Our Nig illustra il sistema della servitù debitoria negli stati nordisti prima della guerra. Il romanzo venne però ignorato fino al 1982, quando fu riscoperto da Henry Louis Gates Jr. che gli diede fama nazionale.
Nel 2006, William L. Andrews, professore di letteratura inglese alla University of North Carolina at Chapel Hill, e Mitch Kachun, professore di storia alla Western Michigan University, portarono alla luce The Curse of Caste; or The Slave Bride (1865) di Julia C. Collins. Partendo dal presupposto che  Our Nig è più autobiografia che vera e propria invenzione, sostengono che The Curse of Caste sia il vero primo romanzo scritto da un'afroamericana e completamente inventato ad essere stato pubblicato negli Stati Uniti.
Comunque, un gran numero di romanzi e altri lavori di invenzione del periodo erano in gran parte basati su eventi della vita reale e possono quindi essere considerati in parte autobiografici. Alcune opere sono: Ruth Hall di Fanny Fern; Piccole donne di Louisa May Alcott; o anche The Coquette (1797) di Hannah Webster Foster. Il primo romanzo di uno scrittore afroamericano è Clotel; or, The President's Daughter di William Wells Brown, pubblicato però nel Regno Unito.
Harriet E. "Hattie" Adams Wilson nacque a Milford (New Hampshire), figlia di Joshua Green, afroamericano, e di Margaret Ann (o Adams) Smith, lavandaia irlandese. Il padre morì quando lei era molto giovane e la madre la abbandonò alla fattoria di Nehemiah Hayward Jr.
Le ricerche intraprese da P. Gabrielle Foreman e Reginald H. Pitts ed inserite nell'ultima edizione di "Our Nig" portano alla conclusione che la famiglia Hayward era la stessa della "Bellmont" raffigurata in "Our Nig" che ha dato lavoro a "Frado" durante la servitù, abusando di lei fisicamente e psicologicamente tra i sei e i diciotto anni.
Alla scadenza del contratto, Hattie Adams (com'era conosciuta) iniziò a lavorare come governante e sarta presso famiglie nel New Hampshire ed in Massachusetts, fino al matrimonio con Thomas Wilson, il 6 ottobre 1851, a Millford.
Thomas Wilson stava viaggiando nel New England tenendo lezioni e comizi basati sulla sua (supposta) vita di schiavo fuggito, quando incontrò Hattie Adams. Anche se continuò le sue periodiche lezioni nelle chiese e nelle piazze, le confidò presto che non aveva nemmeno mai visto il Sud e che le sue arringhe erano solo imbrogli per gli abolizionisti, come si trova anche a pagina 68 di "Our Nig".
Poco dopo il matrimonio la abbandonò. Incinta e malata, Harriet Wilson venne mandata alla Hillsborough County Poor Farm di Goffstown, dove nacque il suo unico figlio, George Mason Wilson. La data di nascita più probabile è il 15 giugno 1852. Poco dopo la nascita di George, Thomas Wilson ricomparve e portò la moglie ed il figlio via dalla Poor Farm. Tornò poi in mare e morì poco dopo. Harriet e il figlio tornarono di nuovo alla Poor Farm. In seguito lei si trasferì a Boston in cerca di una casa per lei ed il figlio.
A Boston, Harriet Wilson scrisse Our Nig. Il 18 agosto 1859 ci appose il copyright e una copia del romanzo venne depositata all'Office of the Clerk of the U.S. District Court of Massachusetts. Il 5 settembre il libro venne pubblicato da George C. Rand and Avery, una casa editrice di Boston.
Il 16 febbraio 1860 il figlio morì a Milford, all'età di sette anni, alla Poor Farm.
Tra il 1863 e il 1867 non si hanno notizie di Harriet Wilson, fino a quando non appare nel giornale Banner of Light come domiciliata ad East Cambridge, Massachusetts. In seguito si sposta oltre il Charles Rivera Boston, dove tra gli spiritisti è conosciuta come "the colored medium."
Il 29 settembre 1870 Harriet Wilson sposò John Gallatin Robinson a Boston. Robinson, un farmacista, era nativo del Canada essendo nato a Sherbrooke, in Québec. Inoltre lui era almeno diciotto anni più giovane della Wilson.
Vissero al 46 Carver Street tra il 1870 e il 1877, quando si separarono, anche se non ci sono documenti che attestano il divorzio.
Alla morte della Wilson, Robinson viveva a Pembroke, Massachusetts, con una ventiquattrenne chiamata Izah Nellie Moore; i due si sarebbero sposati due anni dopo.
Dal 1867 al 1897, Mrs. Hattie E. Wilson è elencata nel Banner of Light come medium, disposta anche a tenere lezioni, attiva soprattutto nella comunità spiritistica locale. Si recò anche a Chicago come delegata al congresso all'American Association of Spiritualists del 1870.
Quando non era impegnata in attività spiritistiche, Hattie Wilson era impiegata come infermiera e guaritrice; dal 1879 al 1897 fu la governante di una pensione, affittava le stanze, riceveva i soldi dell'affitto.
Purtroppo, nonostante la vita attiva e fruttuosa da lei condotta anche dopo la stesura di Our Nig, non ci sono altri indizi che la Wilson abbia scritto altro.
Il 28 giugno 1900, Hattie E. Wilson morì all'ospedale di Quincy (Massachusetts). È sepolta al Mount Wollaston Cemetery.

## Opere
- Our Nig, Stati Uniti, Geo. C. Rand & Avery, 1859

La nostra Nig, traduzione di Giuseppe Villella, Mariacristina Cesa, Roma, Lebeg, 2020.

## Commemorazione
L'Harriet Wilson Project di Milford, il gruppo responsabile della scoperta della storia di Harriet Wilson dopo il 1863, ha raccolto dei fondi per piazzare la statua commemorativa di Harriet E. Wilson nel Bicentennial Park della città. È stata scoperta il 4 novembre 2006.